# NGC 7020
NGC 7020 (другие обозначения — NGC 7021, PGC 66291, ESO 107-13) — линзообразная галактика (SB0) в созвездии Павлин.
Этот объект занесён в новый общий каталог несколько раз, с обозначениями NGC 7020, NGC 7021.
Этот объект входит в число перечисленных в оригинальной редакции «Нового общего каталога».